# Dřevnovice
Dřevnovice jsou obec v okrese Prostějov v Olomouckém kraji. Žije zde 471 obyvatel.
V obci se nachází styk trakčních soustav na železniční trati Brno–Přerov.

## Název
Vesnice se zprvu jmenovala (v jednotném čísle) Dřevnice (tak zapsána v listině olomouckého biskupa Roberta z roku 1208), což původně bylo jméno vodního toku, který protékal lesíkem ("dřevem"). Ze spojení s předložkou od (od Dřevnice) vznikl tvar Řevnice, upravený podle jiných místních jmen zakončených na -ovice na Řevnovice (poprvé doloženo 1365). Když byl původní význam zapomenut, bylo jméno dále upraveno na Břevnovice (zápisy ze 16. století). Od 17. století se v písemných dokladech objevuje podoba Dřevnovice vzniklá spojením tvarů Dřevnice a Břevnovice.

## Historie
První písemná zmínka o obci pochází z roku 1365.

## Obyvatelstvo

### Struktura
Vývoj počtu obyvatel za celou obec i za její jednotlivé části uvádí tabulka níže, ve které se zobrazuje i příslušnost jednotlivých částí k obci či následné odtržení.
| Místní části   | Místní části    | 1869 | 1880 | 1890 | 1900 | 1910 | 1921 | 1930 | 1950 | 1961 | 1970 | 1980 | 1991 | 2001 | 2011 | 2021 |
| -------------- | --------------- | ---- | ---- | ---- | ---- | ---- | ---- | ---- | ---- | ---- | ---- | ---- | ---- | ---- | ---- | ---- |
| Počet obyvatel | část Dřevnovice | 421  | 444  | 451  | 443  | 516  | 553  | 660  | 569  | 558  | 480  | 439  | 452  | 490  | 469  | 454  |
| Počet domů     | část Dřevnovice | 73   | 77   | 79   | 80   | 93   | 96   | 124  | 152  | 151  | 143  | 130  | 151  | 148  | 143  | 154  |

## Obecní správa

### Obecní symboly
Znak a vlajka byly obci uděleny rozhodnutím předsedy Poslanecké sněmovny Parlamentu České republiky dne 22. ledna 2001.

## Pamětihodnosti
- Boží muka - Padělky u Boží muky